# Pacific, Missouri
Pacific är en stad i Franklin County, och St. Louis County, i Missouri. Vid 2010 års folkräkning hade Pacific 7 002 invånare.